# Grotte de Hornos de la Peña
La grotte de Hornos de la Peña est une grotte ornée située à Tarriba, dans la commune de San Felices de Buelna, en Cantabrie, en Espagne,. Elle fait partie de l'ensemble inscrit au Patrimoine mondial de l'Unesco en 2008 sous le nom de Grotte d'Altamira et art rupestre paléolithique du nord de l'Espagne. Elle est protégée comme Bien d'intérêt culturel depuis 1924 (cote RI-51-0010522).

## Situation
La grotte est située près de Tarriba, dans la municipalité de San Felices de Buelna.

## Historique
La grotte a été découverte par Hermilio Alcalde del Rio en 1903, à quelques kilomètres de la grotte de Monte Castillo. Les fouilles archéologiques ont été menées par Alcalde del Rio, Henri Breuil et Lorenzo Sierra. Pendant la guerre civile espagnole, la grotte a été utilisée comme abri et les gravures situées près de l'entrée ont été fortement endommagées. À partir de 1971, de nouvelles recherches archéologiques ont été menées par Peter Ucko.

## Occupation
D'après les fouilles effectuées à l'entrée de la grotte, celle-ci a été occupée au Paléolithique moyen et supérieur, à partir d'il y a au moins 45 000 ans. 

## Art pariétal
La grotte ne comporte que des gravures pariétales et aucune peinture. À l'entrée de la grotte se trouvent les plus anciennes œuvres d'art pariétal connues sur la côte cantabrique, datées de l'Aurignacien. Parmi elles se distingue un cheval profondément gravé. Bien qu'elles n'existent plus aujourd'hui, on sait grâce à des photographies du début du XXe siècle qu'il y avait des figures de bisons, de chevaux, de cerfs, etc.
Dans la partie intérieure de la grotte, à partir de 60 m de profondeur, on trouve des figures de bovins, de cerfs, de caprins et même d'un renne dans différentes salles, toutes gravées avec les doigts sur l'argile ou au ciseau sur la roche. Plusieurs d’entre elles seraient caractéristiques du Magdalénien, d'autres du Solutréen.
Dans une petite salle au fond de la grotte se trouve une figure anthropomorphe.

## Galerie

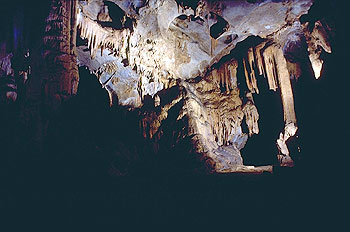
Intérieur de la grotte
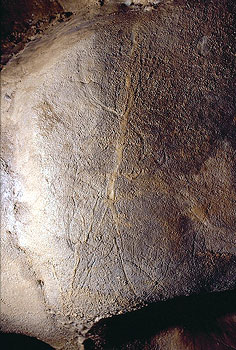
Gravure gravettienne
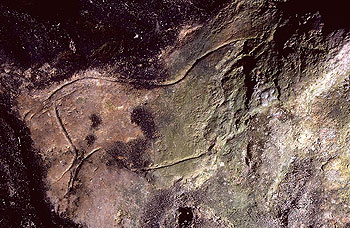
Gravure de cheval
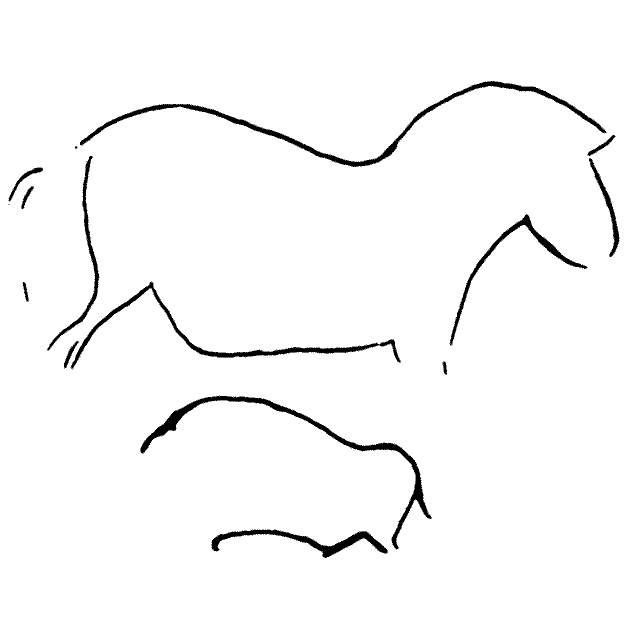
Calque de gravures
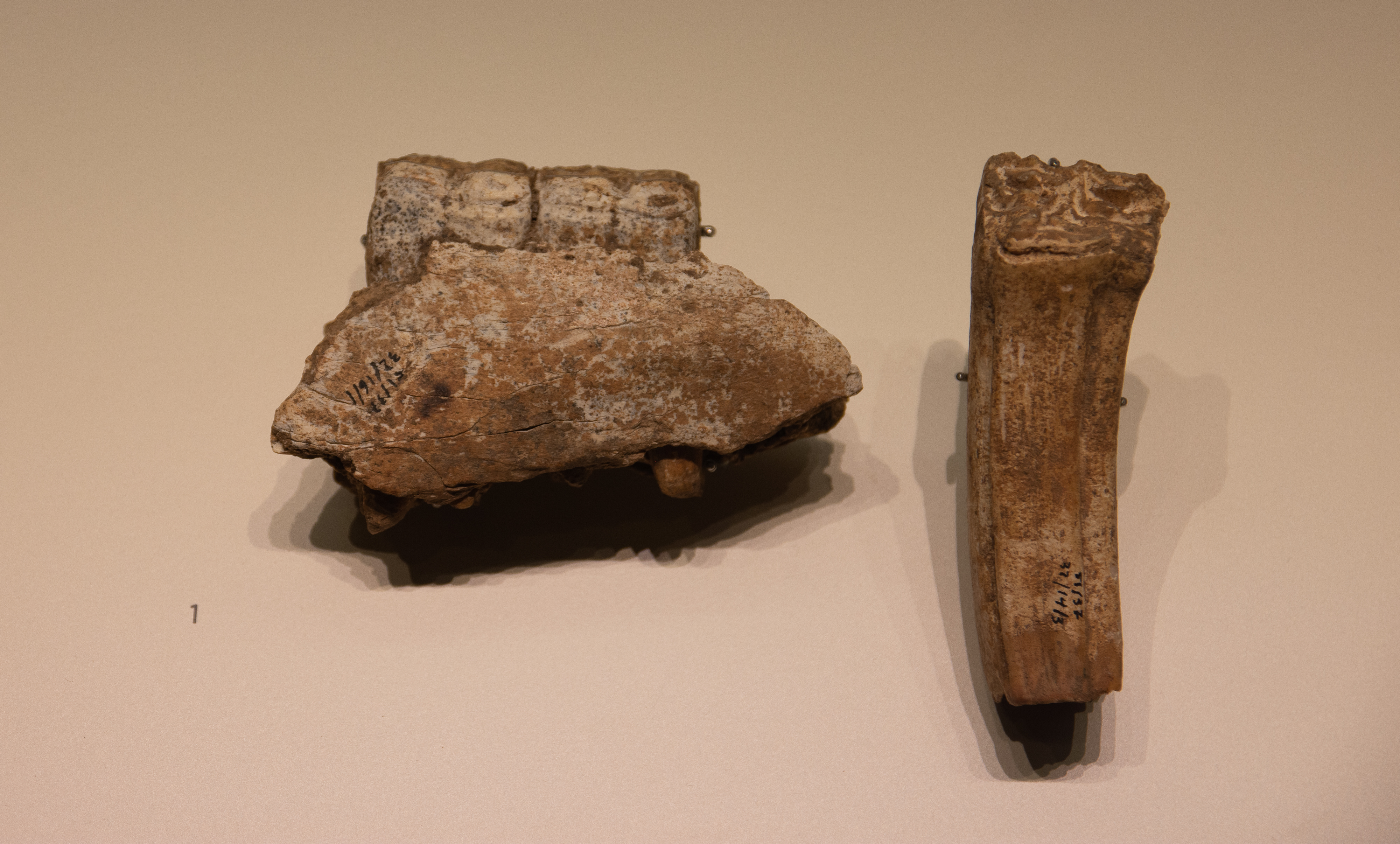
Fragment de mandibule et molaire de cheval
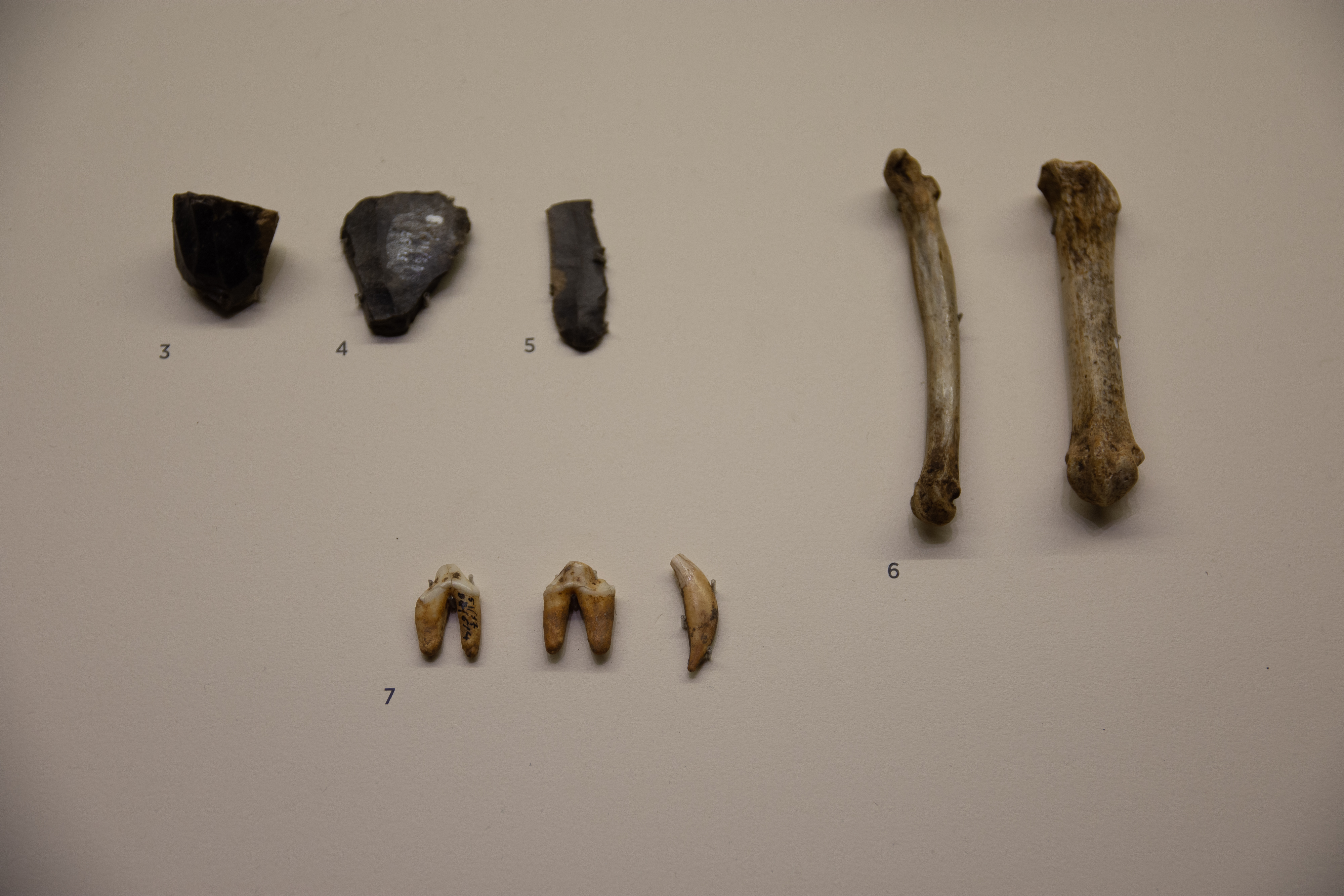
Industrie lithique et osseuse solutréenne